# Lavsvartspindel
Lavsvartspindel (Zelotes exiguus) är en spindelart som först beskrevs av Müller och Schenkel 1895.  Lavsvartspindel ingår i släktet Zelotes och familjen plattbuksspindlar. Enligt den finländska rödlistan är arten nära hotad i Finland. Arten är reproducerande i Sverige. Artens livsmiljö är kalkklippor och kalkbrott. Inga underarter finns listade i Catalogue of Life.